# Lupta cu odgonul
Lupta cu odgonul este un sport în care două echipe încearcă să tragă, fiecare de o parte a unui odgon, echipa adversă peste linia de mijloc.
A fost sport olimpic între anii 1900 și 1920 d.Hr.

## Originile

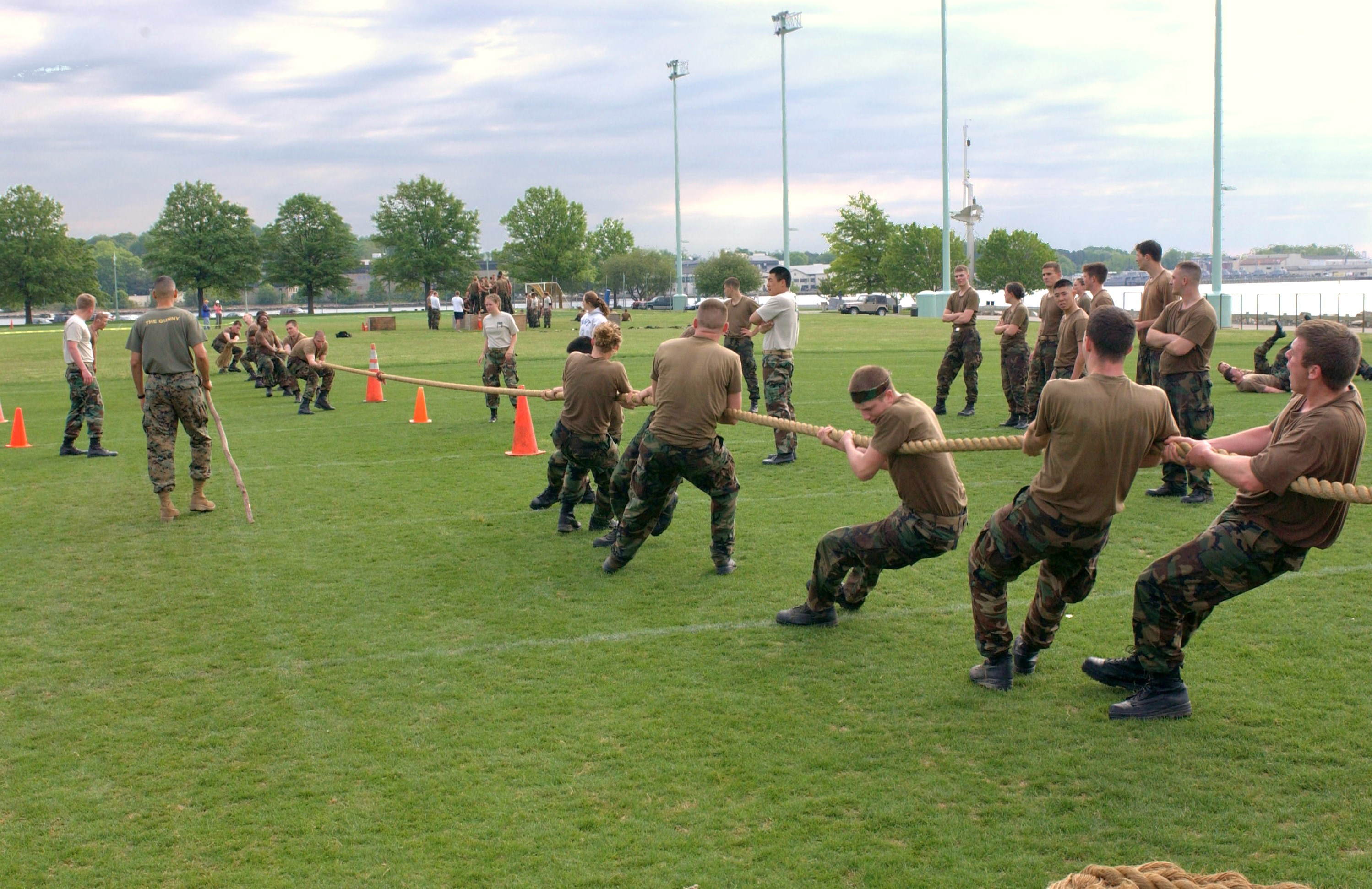
Exemplu de luptă cu odgonul, la o tabără militară

Originile acestui sport nu sunt clare, dar se știe că a fost practicat încă din Antichitate. Rămășițe arheologice arată că acest sport a fost practicat și în India secolului al XII-lea d.Hr. 

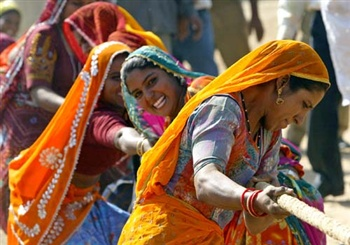
Luptă cu odgonul în Rajasthan

Povestiri despre lupte cu odgonul circulă în cultura veche scandinavă și germanică, eroii fiind vikingi care trăgeau de piei de animale peste gropi cu foc înaintea bătăliilor, ca antrenament de rezistență și forță.
În secolele al XVI-lea și al XVII-lea au loc lupte cu odgonul în Franța și Marea Britanie.
În secolul al XIX-lea, marinarii aveau astfel de lupte.
Conform cărții Oxford English Dictionary, lupta cu odgonul a devenit sport doar în secolul al XIX-lea, înainte de acea dată fiind o întrecere serioasă pentru supremație.

## Ca sport

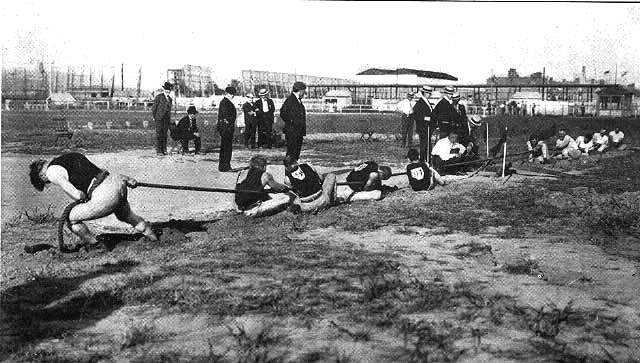
Lupta cu odgonul la J.O. din 1904

O echipă are 8 membri (plus 2 rezerve și 2 antrenori), a căror greutate nu trebuie să depășească greutatea maximă pentru clasa respectivă.
Nu există vreo limită de timp; câștigă echipa care trage echipa adversă 4 m (la competițiile în aer liber) sau 2 m (la competițiile pe teren acoperit) dincolo de linia de mijloc. Întrecerile pot fi de 1, 2 sau 3 meciuri. După fiecare meci, se schimbă pozițiile (prima poziție se stabilește prin tragere la sorți).
Odgonul, din cânepă de Manila (Musa textilis), are o lungime de 33,5 - 36 m (28-30 m pentru copii), iar grosimea este de 10 - 12,5 cm (9-10 cm pentru copii). 
Arbitrul dă următoarele comenzi (în limba engleză):
- Team, are you ready ? („E gata echipa ?”)
- Pick up the rope. („Ridicați odgonul.”)
- Take the strain. („Întindeți odgonul.”)
- Rope to center. („Odgonul la mijloc.”)
- Steady... Pull ! („Ușurel... trageți !”)

Există 13 încălcări ale regulamentului, printre care:
- sitting (așezare intenționată);
- leaning (atingerea solului cu altă parte a corpului decât talpa piciorului);
- locking (împiedecarea mișcării libere a odgonului prin ținutul sub subsuoară, înfășurarea în jurul membrelor corpului etc.);
- grip (ținerea neregulamentară a odgonului);
- propping;
- position (trasul cu smucituri).

La a treia încălcare a regulamentului, echipa respectivă este descalificată.

## Federații naționale

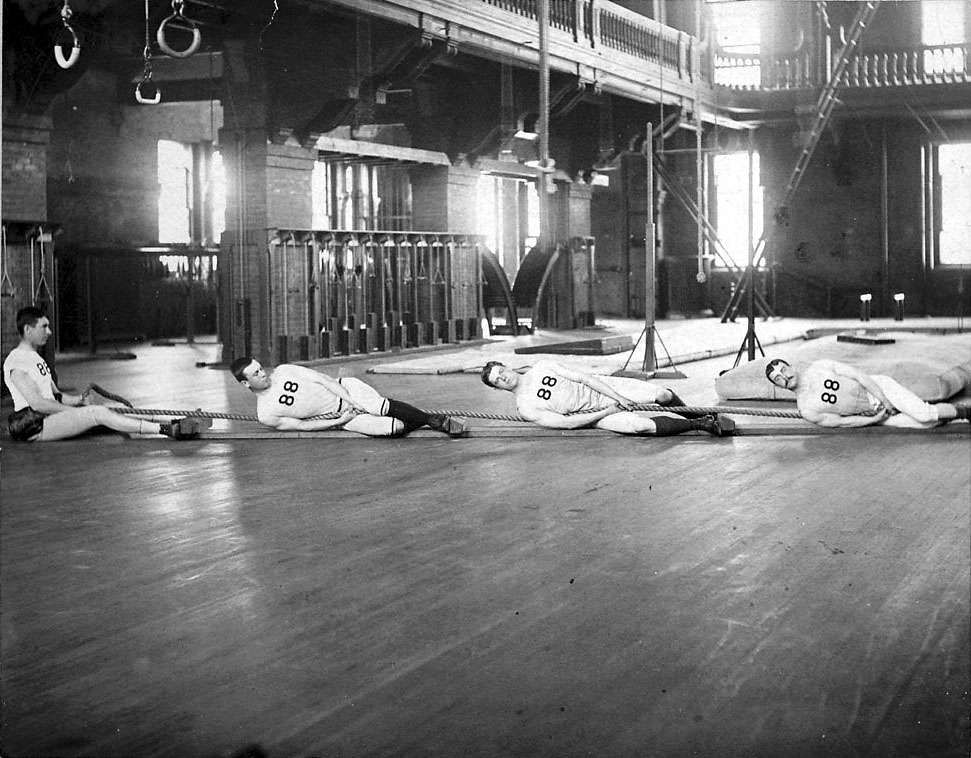
Echipa Universității din Harvard, 1888

Sportul este practicat în aproape toate țările din lume. Unele țări au federații naționale, iar pe plan internațional există o federație internațională, TWIF (prescurtarea pentru The Tug of War International Federation). În 2012, 59 de țări erau afiliate.

## Accidente
Dacă este practicat conform regulamentului, sportul nu este periculos, dar au fost cazuri de accidentări, chiar și cu pierderea unor membre ale corpului sau a vieții.